# Gaetano Bisleti

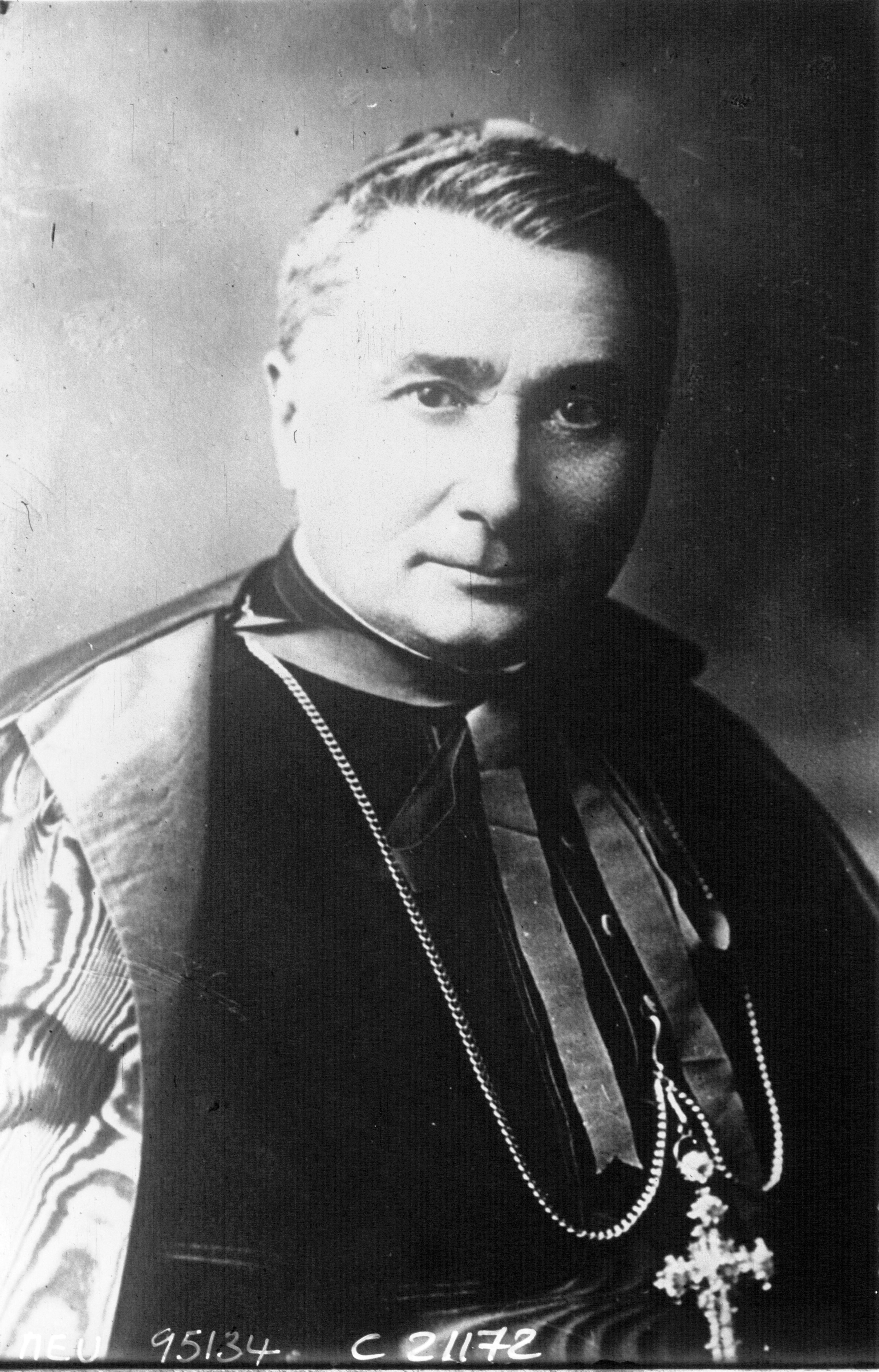
Gaetano Bisleti

Wapen

Gaetano Bisleti (Veroli, 20 maart 1856 – Grottaferrata, 30 augustus 1937) was een Italiaans geestelijke en kardinaal van de Katholieke Kerk.
Bisletti studeerde aan het seminarie van Tivoli en aan de Pauselijke Ecclesiastische Academie, de diplomatenopleiding van de Heilige Stoel. In 1879 behaalde hij de doctorsgraad. Een jaar daarvoor was hij priester gewijd. Hij werd vervolgens kanunnik en aartsdiaken van het kathedraal kapittel van Veroli en zou dat tot 1884 blijven. In dat jaar werd hij Kamerheer van de Paus.
Tijdens het consistorie van 27 mei 1911 werd hij door paus Pius X als kardinaal-diaken opgenomen in het College van Kardinalen. De Sant'Agata dei Goti werd zijn titeldiakonie. In 1914 werd hij Grootprior van de Souvereine Militaire Hospitaal Orde van Sint Jan van Jeruzalem. In 1915 benoemde paus Benedictus XV hem tot prefect van de Congregatie voor de Seminaries en de Universiteiten. Hij zou dat tot zijn dood blijven.
Bisletti nam deel aan de conclaven van 1914 en 1922. Bij dat laatste conclaaf was hij kardinaal-protodiaken. Hij kondigde dus vanaf de loggia van de Sint-Pietersbasiliek het Habemus papam af. Ook plaatste hij - tijdens diens kroning - de tiara op het hoofd van de nieuwe paus, paus Pius XI.
- Bibliothèque nationale de France: cb112744098 (data)
- Gemeinsame Normdatei: 1015597920
- International Standard Name Identifier: 0000 0000 6137 3258
- Nederlandse Thesaurus van Auteursnamen: 094885680
- Istituto Centrale per il Catalogo Unico: LIAV090370
- Virtual International Authority File: 49218923
- WorldCat: E39PBJqQwVQdFcXR4ggRRbvPwC